# 圣拉匝禄圣赛苏堂 (布雷西亚)
圣拉匝禄圣赛苏堂（Santi Nazaro e Celso）是一座罗马天主教教堂，位于意大利 伦巴第大区布雷西亚的贾科莫·马泰奥蒂街，与弗拉泰利·布朗泽蒂街的交叉路口。教堂内有提香的杰作Averoldi Polyptych (1522)。

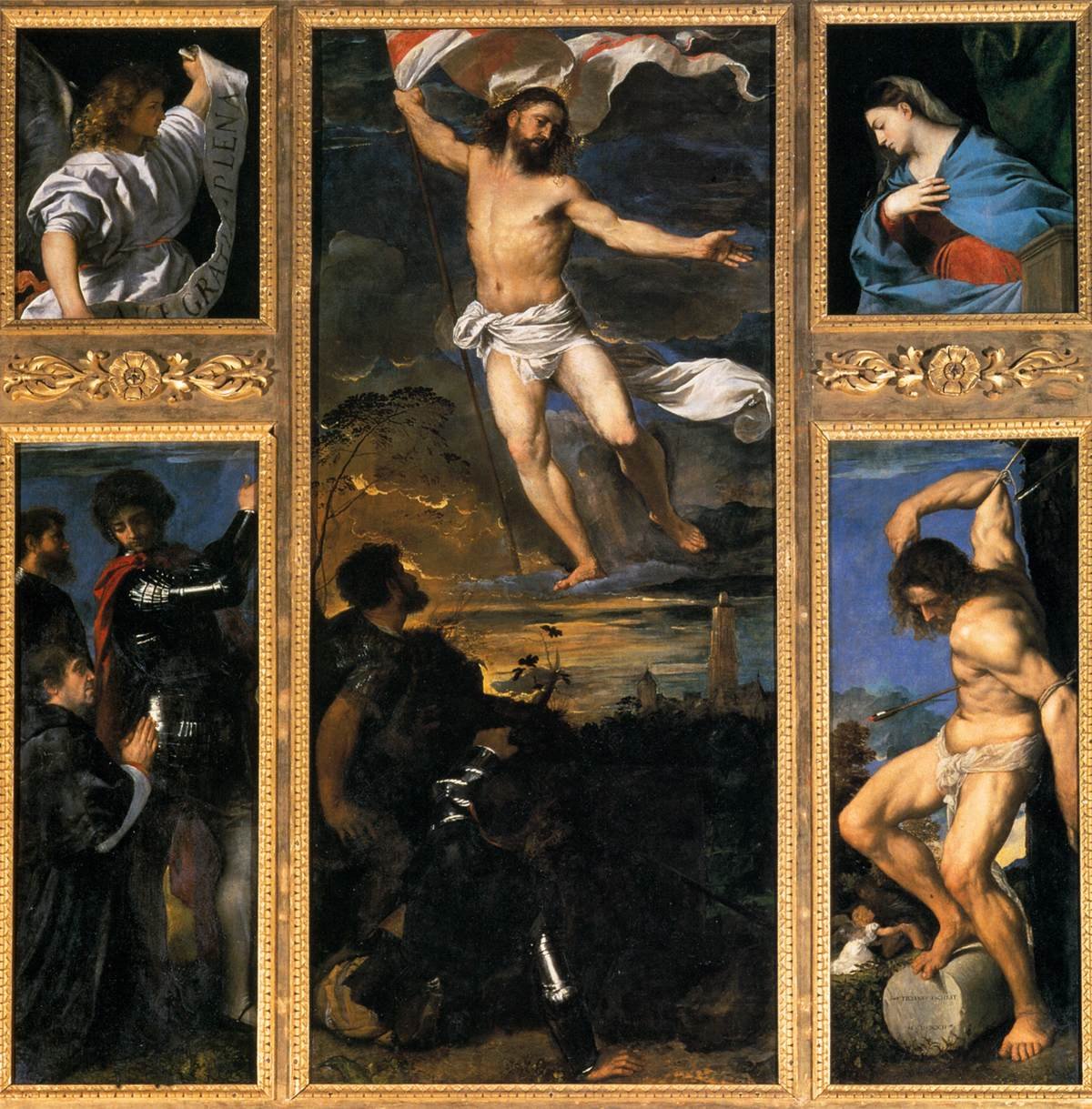

1222 年，此处建立一座教堂。1746 年开始重建 ，1781 年完工，形成了今天看到的新古典主义立面。  1769 年，附近发生火药库爆炸，重建停止，1780 年恢复弥撒。十七年后，修院取缔，但教堂仍然作为堂区教堂开放。
入口处有一尊重建赞助人莫多内主教亚历山德罗·菲的半身像。 
除了三联画外，教堂还包含以下艺术品：
- 《圣母加冕》（约 1534 年），莫雷托，左侧第二祭坛
- 《基督钉十字架与摩西和所罗门》（或大卫）（1541-1542），莫雷托，右侧第三祭坛
- 《圣母领报》，加布里埃洛 罗提尼，左侧第三祭坛
- 《牧羊人的朝拜与圣拉匝禄圣赛苏》（约 1540 年），莫雷托，左侧第四祭坛
- 《圣母、圣婴与圣老楞佐和奥斯定》（约 1460-1480 年），作者保罗·达·凯利纳
- 《圣罗格多联画》安东尼奥·甘迪诺（约 1590 年）。
- 《三贤士来朝》， 詹巴蒂斯塔·皮托尼(1740)。
- 《圣若瑟之死》弗朗切斯科·波拉佐(1738)。
- 《圣白芭蕾和捐助者》，拉坦齐奥·甘巴拉(1588)。